# Bärenpark Bern

Ehemaliges Logo des Bärenparks

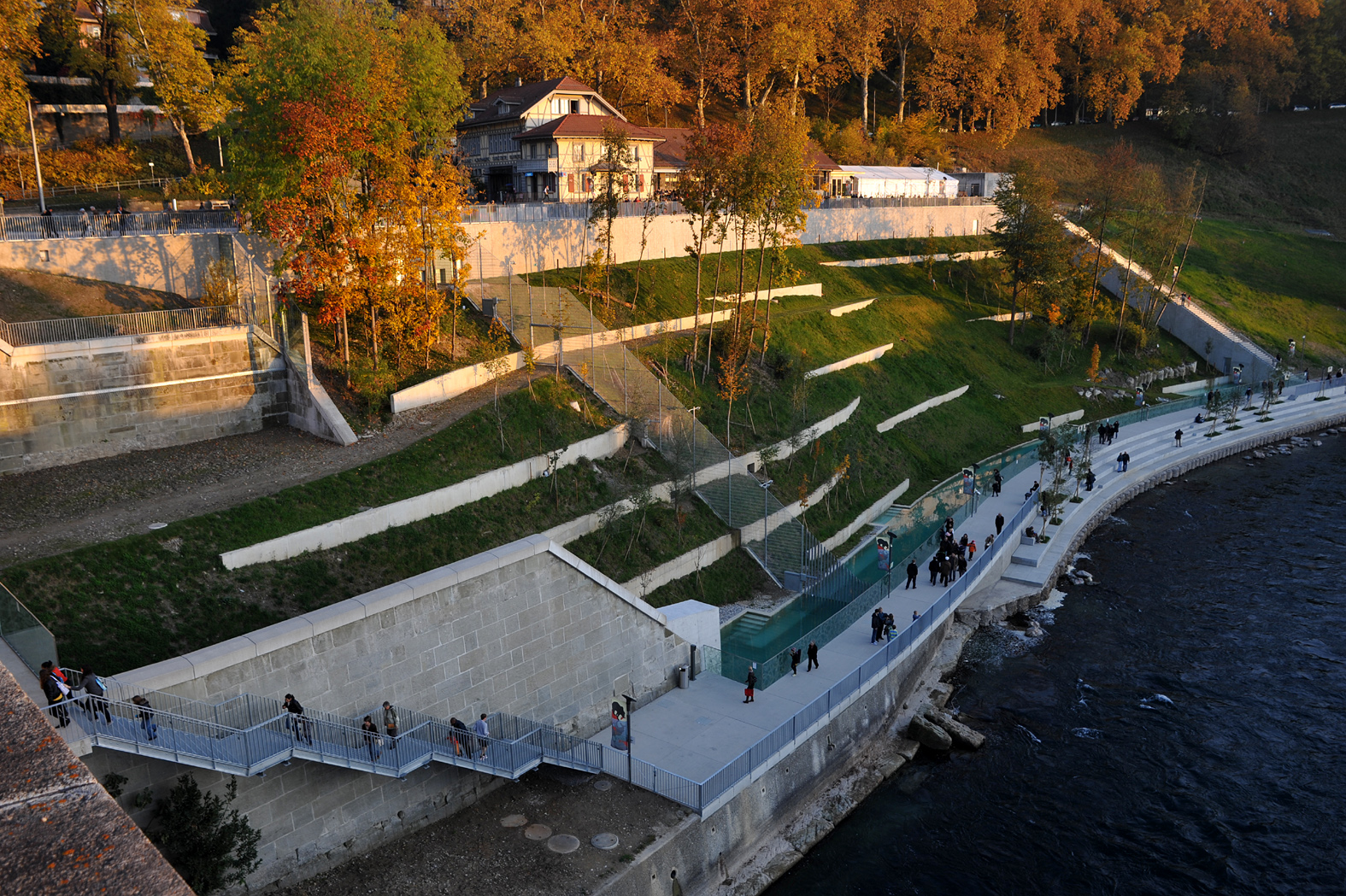
Der im Oktober 2009 eröffnete Bärenpark

Der Bärenpark Bern (Eigenschreibweise BärenPark) ist ein 2009 eröffnetes Tiergehege zur Unterbringung von Braunbären in Bern.
Der Bärenpark ersetzt den alten Bärengraben zur Haltung der Braunbären, in dem eine artgemässe Haltung nicht möglich war. Die Anlage liegt an dem der Altstadt gegenüberliegenden Ufer der Aare im nach ihm benannten Quartier Bärenpark und ist ein Teil des Tierparks Bern, dessen Hauptteil, das Dählhölzli, sich etwa zwei Kilometer südwestlich ebenfalls an der Aare befindet. Der Bärenpark und der alte Bärengraben sind eine der bekanntesten Sehenswürdigkeiten Berns. Der Bär ist das Wappentier der Stadt und des Kantons Bern.
Die beiden alten Bärengräben werden heute unterschiedlich genutzt. Der grosse Graben ist weiterhin Teil der Bärenanlage. Die Bären werden über kurze Zeit im Graben gehalten, wenn die grosse Anlage gereinigt oder dort Futter verteilt wird. Der kleine Graben ist für die Öffentlichkeit zugänglich.

## Die Bären

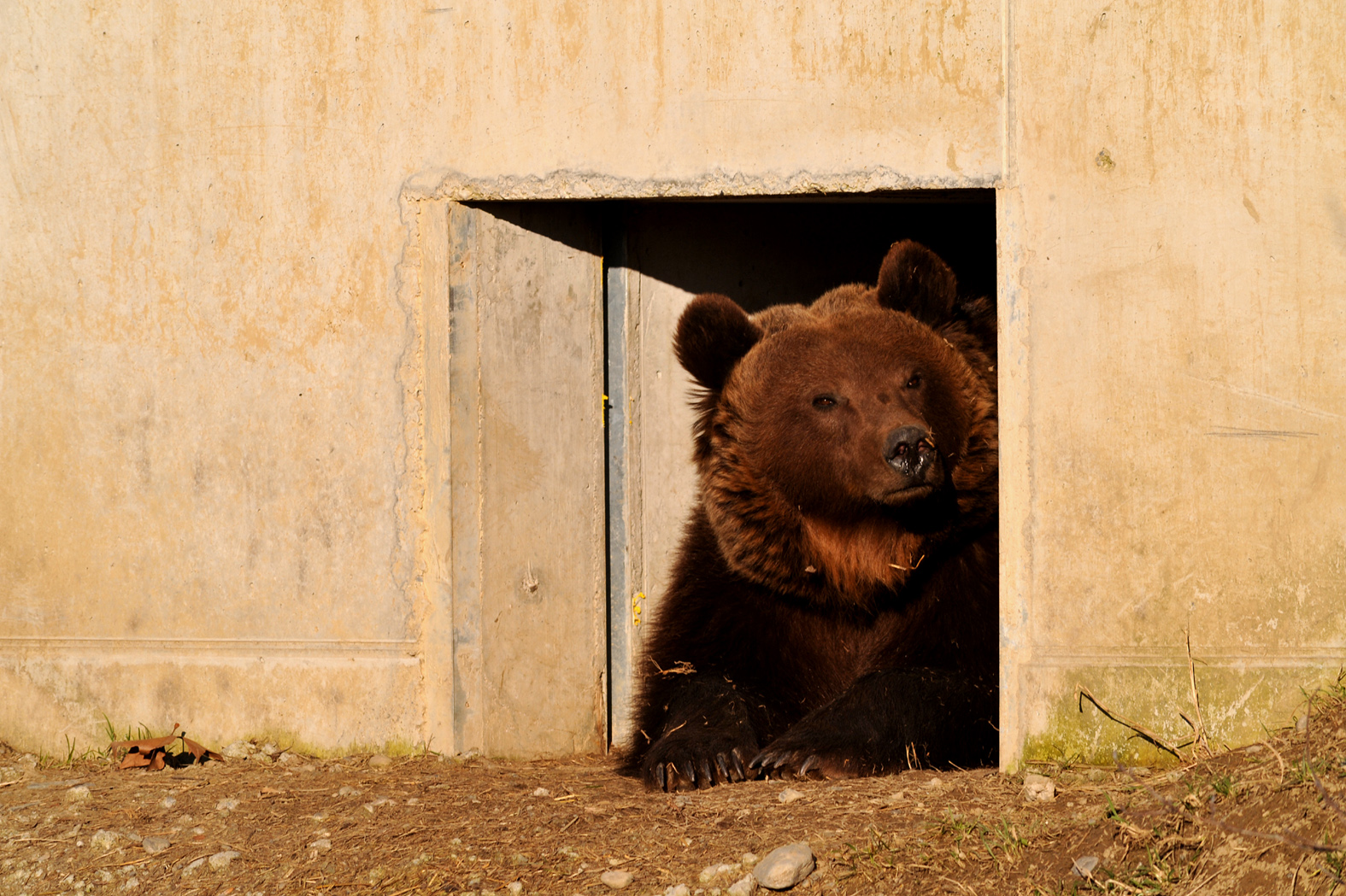
Bärin Björk

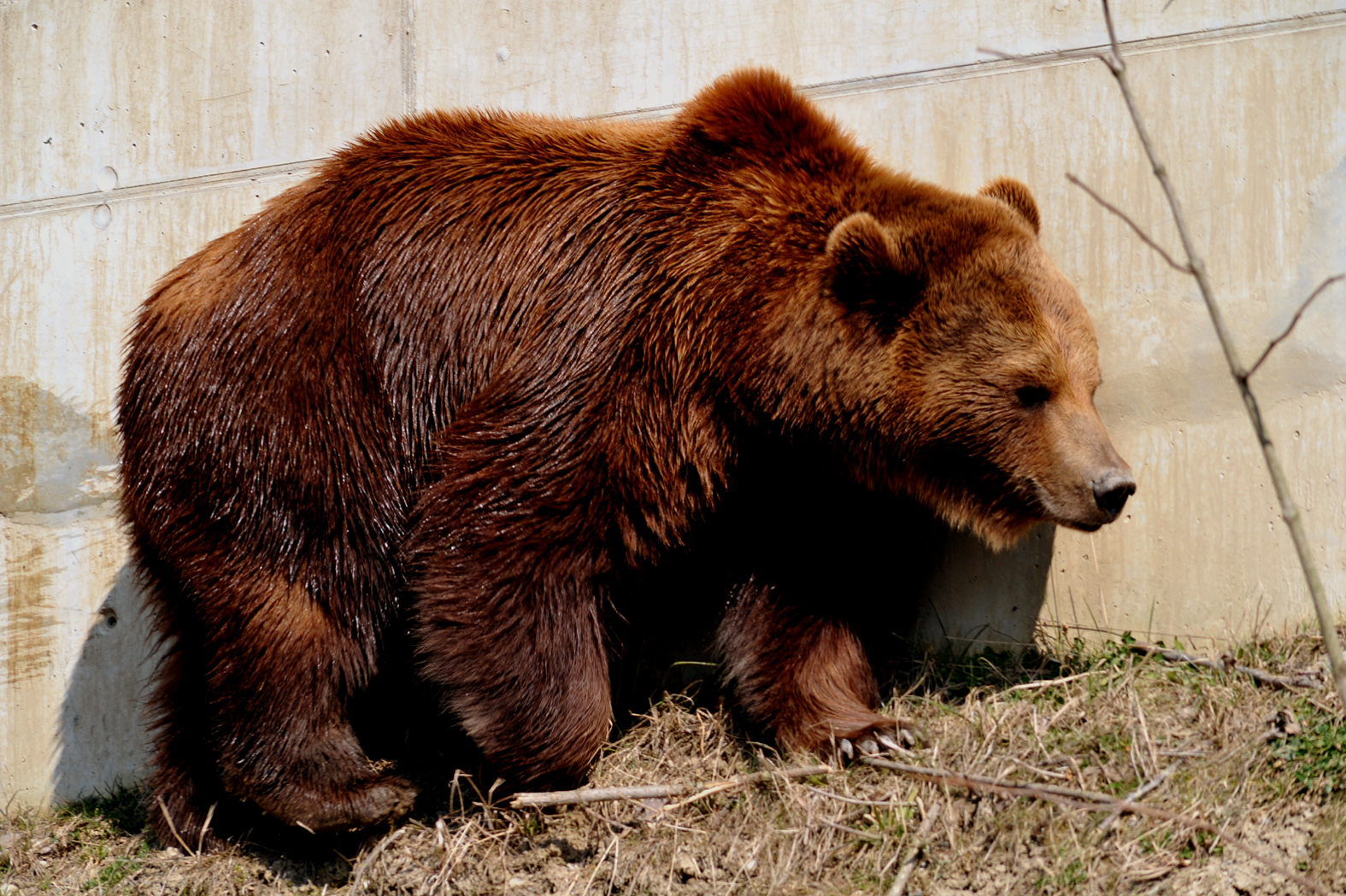
Bär Finn

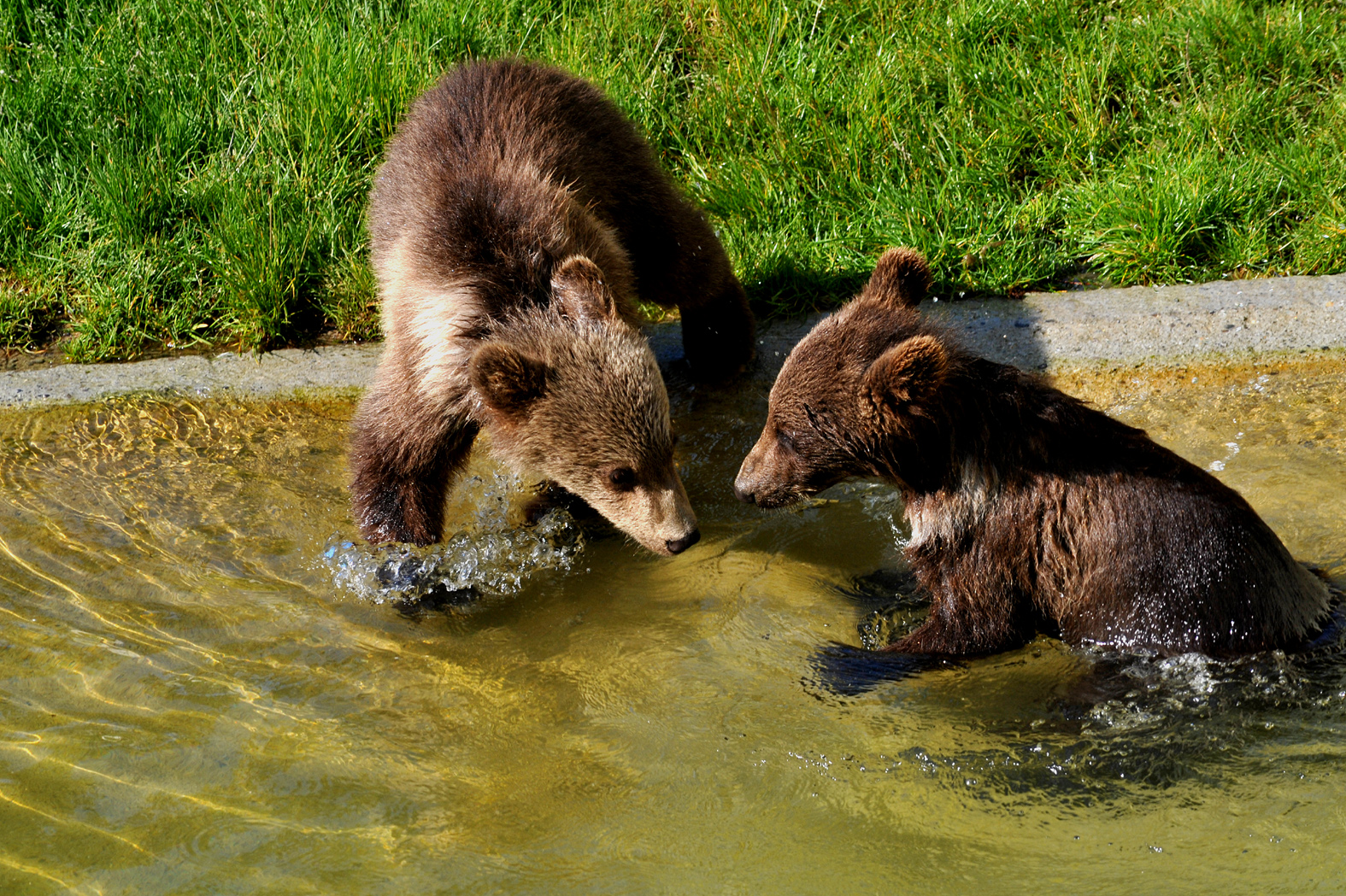
Jungbären Berna und Ursina

### Finn und Björk
Nachdem der Bär «Pedro» am 30. April 2009 eingeschläfert worden war, blieb der Graben vorerst leer. Seit Anfang Oktober 2009 wird die Anlage von den zwei Bären «Finn» und «Björk» bewohnt.

### Jungbären Berna und Ursina
Im Dezember 2009 brachte «Björk» in einer Höhle der Bärenanlage zwei Junge zur Welt. Ihnen wurden die Namen «Berna» und «Urs» gegeben. Gemäss einem Abkommen mit der Stadt Solothurn trägt immer ein Jungtier den Namen «Urs». Dies ist auch einer der zwei Stadtheiligen von Solothurn. «Finn» wurde aufgrund der Jungbären vorübergehend in ein separates Gehege umquartiert, da die Gefahr bestand, dass er die Jungen auffressen könnte.
Ende Februar 2010 verliess «Björk» mit ihren beiden Jungen erstmals für kurze Zeit die Höhle. In den darauf folgenden Monaten waren die kleinen Bären ein Besuchermagnet (bis 20'000 Personen pro Tag).
Die Namen wurden schon zugewiesen, bevor das Geschlecht der Kleinen bekannt war. Seit Ende Oktober 2010 ist klar, dass beide Bären weiblich sind. Deshalb wurde der Name von «Urs» in «Ursina» geändert.
Aufgrund von Platzmangel musste die Bärenfamilie im Sommer 2012 zusammengeführt werden. Damit hier jedoch keine Inzucht entsteht, wurde als Vorbereitungsmassnahme das Männchen Finn sterilisiert.
«Berna» musste den Bärenpark allerdings im Juli 2013 verlassen, weil sie immer wieder in Konflikt mit ihrer Mutter «Björk» geriet. «Berna» wurde in eine Bärenanlage im bulgarischen Dobritsch gebracht.

## Geschichte

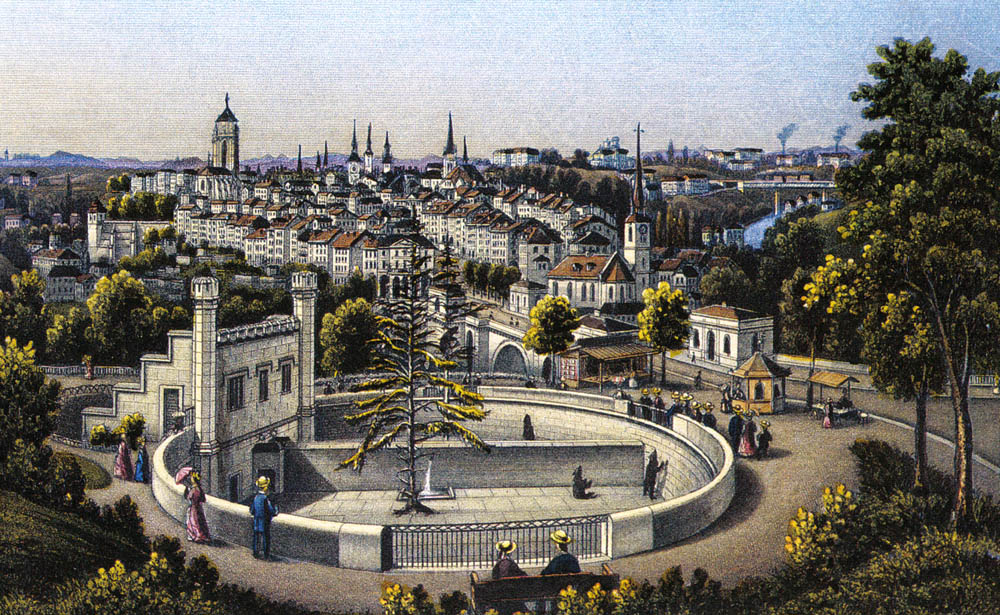
Der Bärengraben und die Altstadt von Bern um 1880

Der Bärengraben um 1900

Bern, Bärengraben, Teilansicht, um 1911

Bären im Bärengraben um 1912

Die erste überlieferte Nachricht von einem Bärengraben in Bern beim Käfigturm (auf dem heutigen Bärenplatz) stammt aus dem Jahre 1441. Zwischen 1764 und 1825 beziehungsweise 1825 und 1857 befand sich der Bärengraben im Bereich des heutigen Bollwerks. Die gegenwärtige Anlage ist der vierte Bärengraben. Er wurde 1857 eröffnet und 1925 mit einem kleineren Graben für die Aufzucht von Jungtieren ergänzt. Die Innengehege wurden in den 1970er-Jahren saniert.
Der Bärengraben stand wiederholt im Fokus der Tierschützer, deren Kritik sich auf die nicht artgerechte Tierhaltung bezog. Bis zur Eröffnung des Bärenparks wurden deshalb die Haltungsbedingungen verbessert, indem die Anzahl der Bären verringert wurde und die Trennmauer im grossen Bärengraben entfernt wurde, ausserdem wurden Klettermöglichkeiten geschaffen und der Betonboden mit einem natürlichen Bodensubstrat bedeckt.
Die Bauwerke des Bärengrabens, jedoch nicht des Bärenparks, sind ein Kulturgut von nationaler Bedeutung, KGS-Nr. 612.

### Vom Bärengraben zum Bärenpark
Im Jahr 2004 stimmte der Stadtrat von Bern einem Projektierungskredit für den Umbau und die Erweiterung des historischen Bärengrabens zu. Aus dem Bärengraben sollte ein Bärenpark entstehen. Den Tieren wurde ein direkter Zugang zur Aare und zu einem grossen Freigehege geschaffen. Schlafhöhlen und artgerechte Fütterungsplätze ermöglichen eine artgerechte Haltung. 
Bis im Oktober 2009 erfuhr der Bärengraben grundlegende Veränderungen. Der neben dem Bärengraben liegende Aarehang wurde in eine grosszügige Naturanlage umgestaltet, die Bären wurden aus ihrem ummauerten Graben entlassen und können sich das ganze Jahr und ganztags in einer über 6000 Quadratmeter grossen Freianlage bewegen, die vom Ufer der Aare nur durch den Besucherweg getrennt ist. Entgegen ersten Planungen blieb der gegenwärtige Bärengraben, der schon 1856 an seinem jetzigen Standort bei der Nydeggbrücke stand und im Bundesinventar der Kulturgüter von nationaler Bedeutung sowie in der höchsten kantonalen Schutzkategorie figuriert, den Bären erhalten. Der grosse Graben ist durch einen Tunnel mit dem Park verbunden. Der kleine Graben ist nicht mehr Teil der Bärenanlage, sondern steht der Öffentlichkeit für Anlässe zur Verfügung. Die neue Anlage wurde am 22. Oktober 2009 offiziell eingeweiht und ist seit dem 25. Oktober für Besucher zugänglich.
Kurz vor der Eröffnung geriet der Bärenpark in die Schlagzeilen, weil die tatsächlichen Baukosten von etwa 24 Millionen Schweizer Franken das ursprüngliche von 9,7 und später auf 14,5 Millionen Schweizer Franken korrigierte Budget erheblich überstieg. Der Berner Gemeinderat leitete im Oktober 2009 eine administrative Untersuchung zur Klärung der Ursachen ein. Bereits im Mai 2009 deuteten bauliche Probleme im Zusammenhang mit dem instabilen Aarehang auf Mehrkosten hin.

## Sonstiges
In dem 1969 entstandenen sechsten James-Bond-Kinofilm Im Geheimdienst Ihrer Majestät, der teilweise in Bern spielt, ist der Bärengraben zur Lokalisation der Handlung kurz zu sehen. Diese Szene fehlte in den frühen deutschsprachigen Versionen.

## Galerie

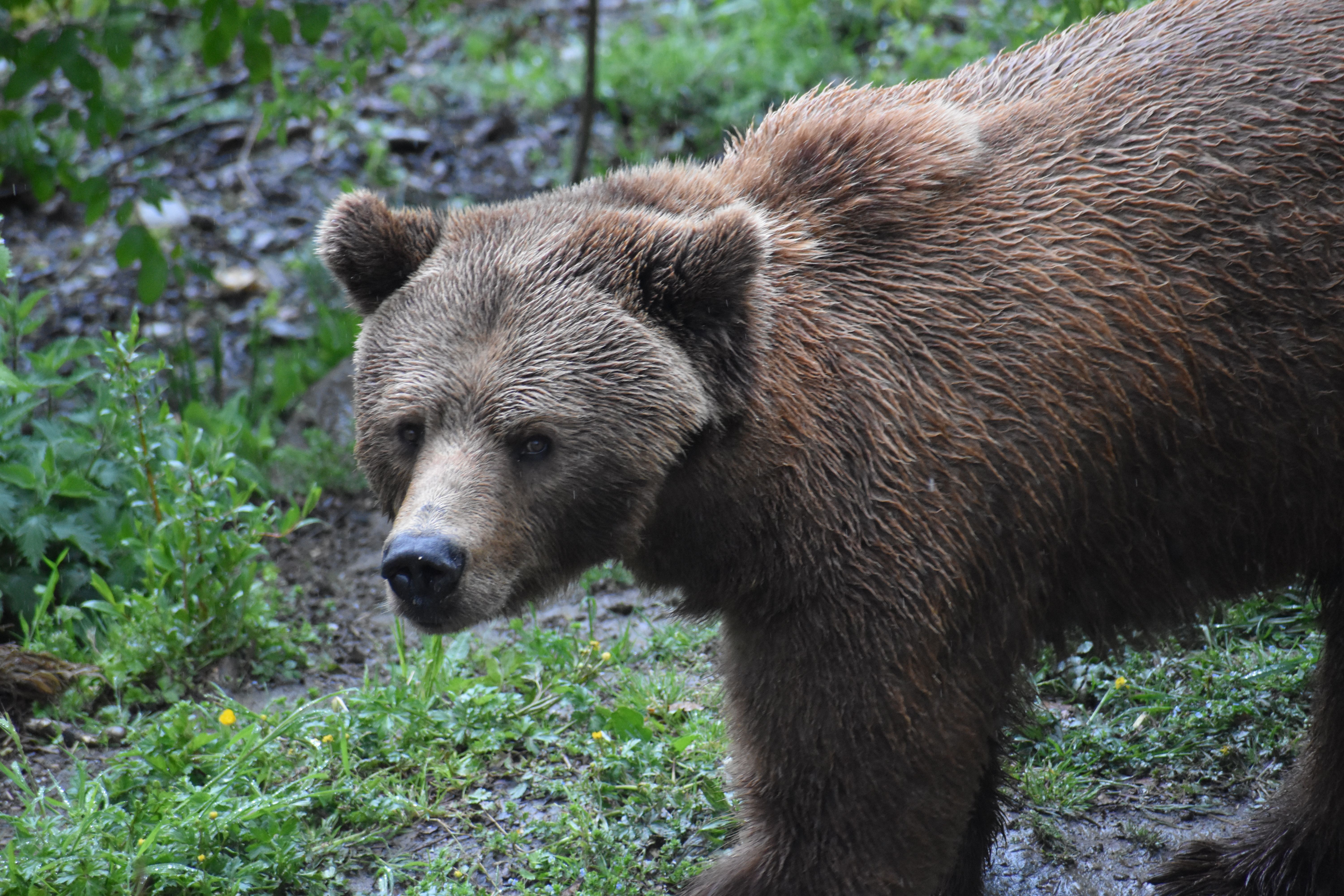
Ein Bär schaut in die Kamera
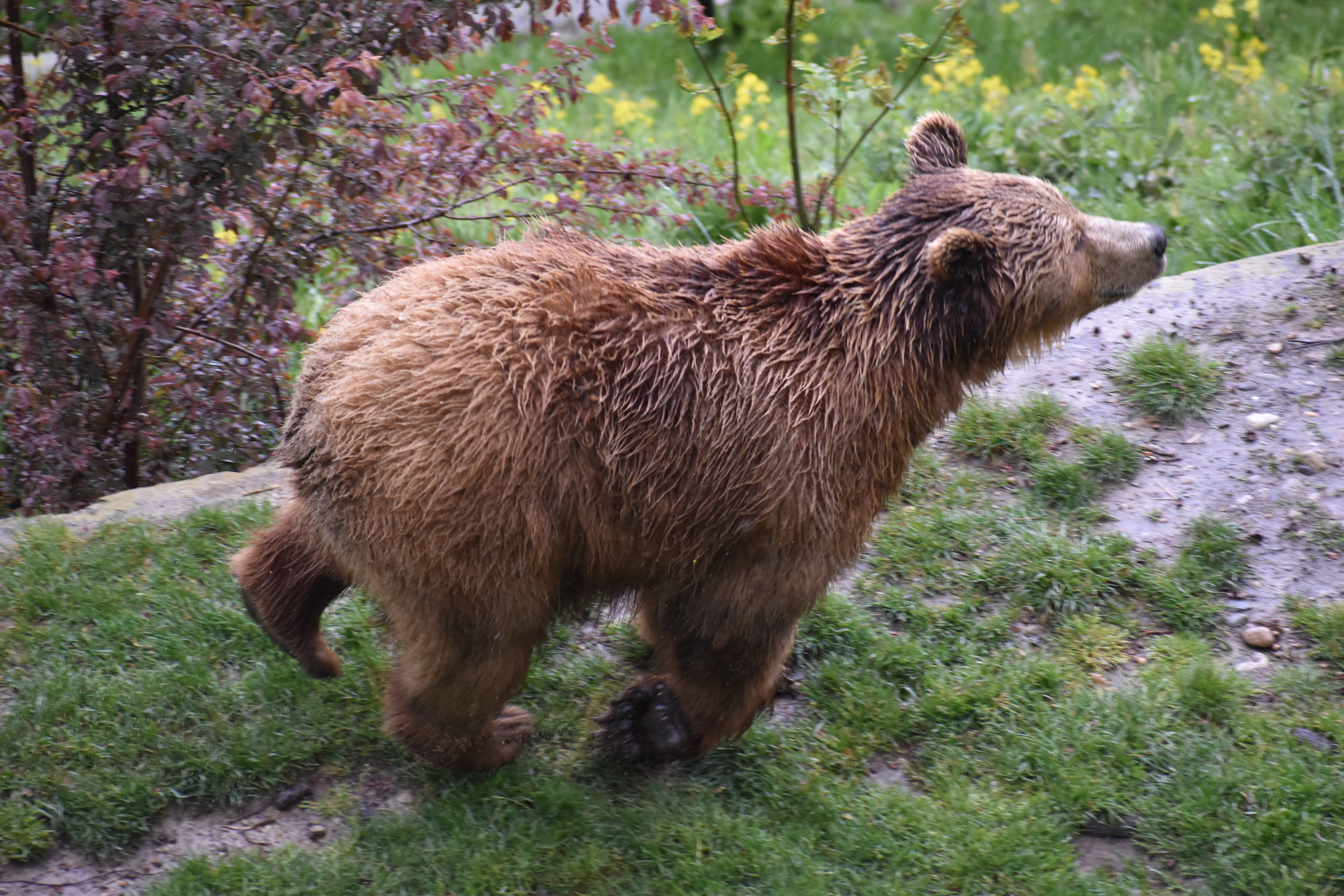
Ein Bär in Bewegung
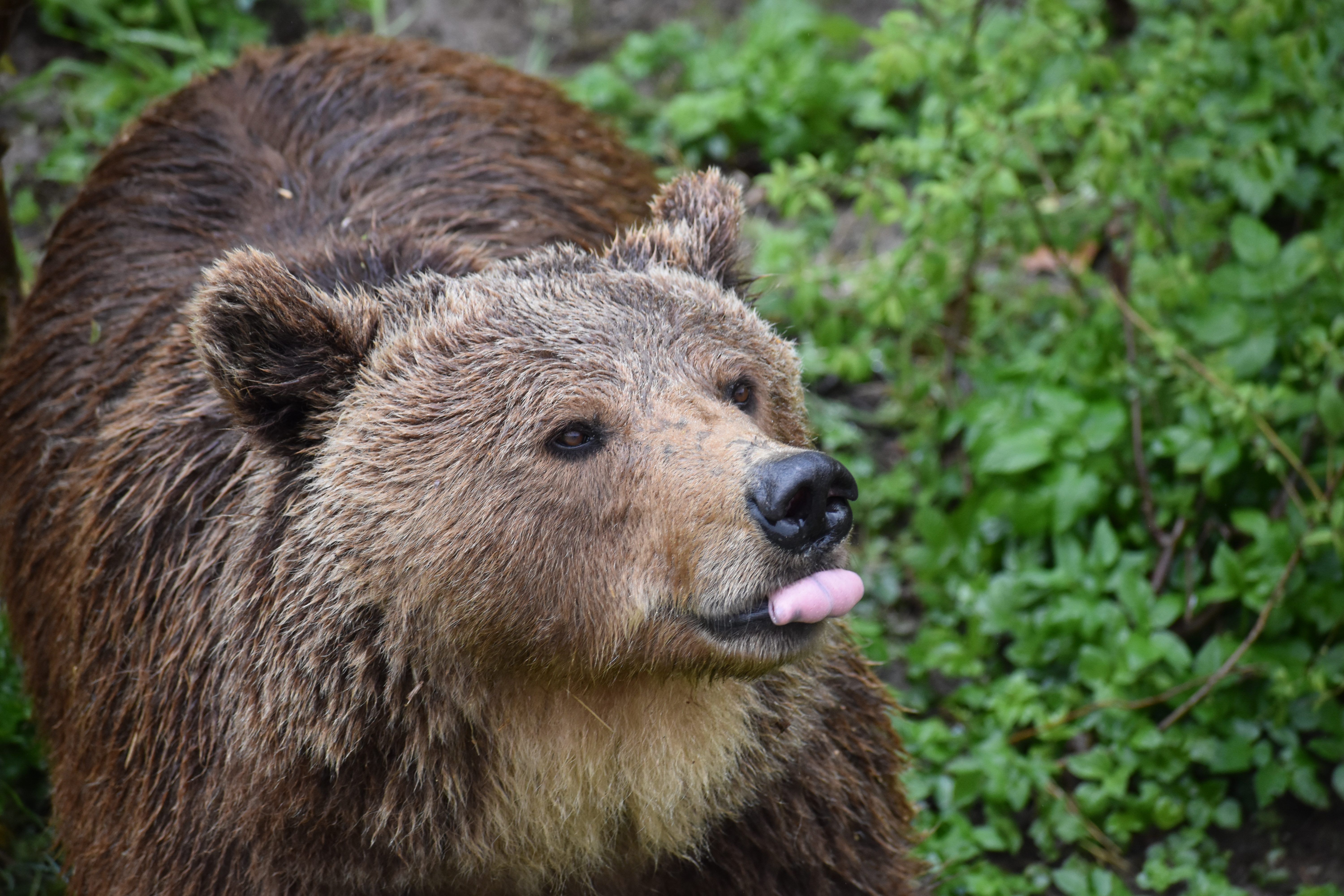
Ein Bär zeigt die Zunge
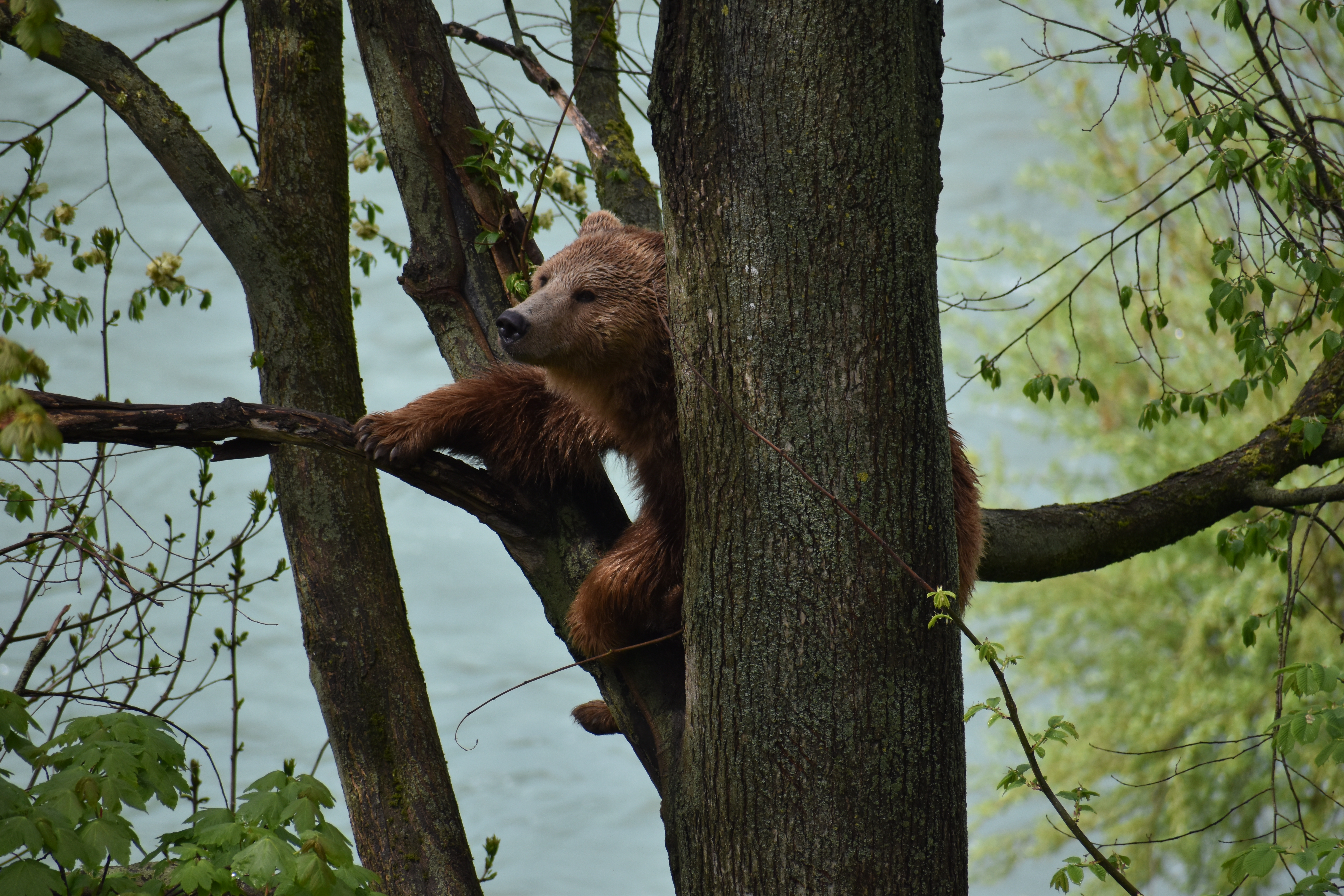
Ein Bär klettert auf einem Baum